# Leif Jørgensen
Leif Jørgensen (* 1946) ist ein ehemaliger dänischer Radrennfahrer und nationaler Meister im Radsport.

## Sportliche Laufbahn
Von 1973 bis 1979 wurde er in jedem Jahr nationaler Meister im Querfeldeinrennen (heutige Bezeichnung Cyclocross). 1971 fuhr er seine erste UCI-Weltmeisterschaft, insgesamt war er bei den Weltmeisterschaften bis 1983 zehnmal am Start. Seine beste Platzierung hatte er 1977 beim Sieg von Robert Vermeire, als er den 18. Rang belegte.